# Cottageville (Virginie-Occidentale)
Pour les articles homonymes, voir Cottageville.
Cottageville est une census-designated place située dans le comté de Jackson, dans l’État de Virginie-Occidentale, aux États-Unis. Lors du recensement de 2020, elle comptait 114 habitants.